# Jardines colgantes de epifitas (Perú)
Se denomina epifitas a las plantas que crecen sobre otras plantas con el fin de captar más luz para la fotosíntesis. Su nombre se deriva de las voces latinas epi, que significa "sobre" y phyto, planta. A pesar de lo que muchos creen, las epifitas no absorben nutrientes de las plantas que las soportan, por lo tanto no son parásitas. 
Clara prueba de ello es la posibilidad de muchas de ellas de desarrollarse sobre las rocas, como es posible ver en los acantilados que adornan la selva de montaña. No obstante, su presencia puede llegar a ser perjudicial para el árbol hospedaje. En ocasiones, el peso del agua acumulada por estas plantas sobre las ramas es tal que termina por vencerla, produciéndose una rotura.

## Diversidad
Su diversidad es tan grande sobre la Tierra que se considera que el 10% de las cerca 250.000 especies de plantas con flores conocidas en el mundo son epifitas. Pueden ser desde simples algas, líquenes o musgos, hasta helechos y plantas con flores como las orquídeas, bromelias, tillandsias y aráceas, entre otras.
Al crecer sobre los árboles (además de captar más luz), el viento actúa en la forma más efectiva para dispersar su polen y sus semillas; y si dependen de animales, ofrecen acceso más fácil a muchos polinizadores y dispersores de frutos. La gran desventaja es que sus raíces se fijan a la corteza de los árboles, fuera del alcance de los nutrientes y del agua del suelo. Creciendo sobre árboles de gran altura se verán afectadas por la sequía y las heladas, mientras que en los niveles bajos las condiciones son más estables, aunque hay menos luz. Alguna ayuda obtienen de las diferentes texturas de las cortezas y de lugares como las axilas de las grandes ramas, donde se acumulan el detritus y los nutrientes.
Observemos por ejemplo a las palmeras de aguaje (Mauritia flexuosa). Si bien su tronco recto y liso no es el mejor terreno para crecer y sobrevivir como planta colgante con flores, lo más probable es que los líquenes y musgos si estarán presentes, más aún cuando el aguaje crece en zonas de sombra e intensa humedad. Es el caso de los líquenes rosados y blancos, que logran obtener el nitrógeno (uno de los principales nutrientes para su supervivencia) directamente de la atmósfera o del agua de lluvia.

## Mecanismos de defensa
Por otra parte, diversos árboles van desprendiendo su corteza en tiras (Como la capirona, Calycophylum sprusianum) o en placas y con ella a las apifitas, mientras que otros producen sustancias químicas que impiden el crecimiento de las plantas sobre ellas. Árboles de corteza no caedizas y rugosas pueden retener algo de agua y nutrientes y ofrecen buenas posibilidades a las semillas de las epifitas. Las grandes lupunas (Ceiba pentandra), por ejemplo, tienen una corteza con profundas fisuras sobre la que se forman nutridos jardines colgantes. También presentan corteza rugosa el lagarto (Calophyllum brasiliense), entre otras.
Hojas muertas, palitos y otras partículas se agregan al sustrato donde se desarrolla la raíz de la epifita ( cuya semilla fue quizás "plantada" por un ave) y en algunos casos hasta hay nidos de hormigas que también aportan nutrientes. Pero la falta de agua es un riesgo siempre latente para una planta sin raíces en el suelo. Por ello no debe sorprender encontrar cactus sin espinas (como los del género Rhipsalis) entre las epifitas de la selva húmeda amazónica, familia de plantas asociada comúnmente con ambientes más áridos.
Con tanta abundancia de agua y nutrientes, algunos árboles sobre los que se adhieren las epifitas podrían verse afectados. El peso excesivo en sus ramas podría causar que se quebraran, o la densa cobertura competir en la captación de luz para la fotosíntesis.
Las plantas hemiparásitas si perjudican al árbol en forma clara, ya que obtienen savia elaborada de su árbol soporte con una especie de "mangueras de succión" llamadas haustorios; no tienen raíces pero si hojas con clorofila. Hay varias hemiparásitas comunes en los bosques tropicales. Los picaflores colaboran en su polinización y sus pequeños frutos son muy buscados por los pájaros fruteros (particularmente los del género Euphonia). Las semillas defecadas caen recubiertas de una sustancia pegajosa que les permite fijarse en alguna planta, ya que no se desarrollan sobre el suelo.
- Datos: Q5926281